# 안토니노 바릴라 (축구 선수)
안토니노 바릴라(이탈리아어: Antonino Barillà, 1988년 4월 1일, 이탈리아 레조디칼라브리아 ~ )는 이탈리아의 축구 선수이다.